# Forêts humides du Sud-Est de la Chine et de Hainan
Les forêts humides du Sud-Est de la Chine et de Hainan forment une région écologique identifiée par le Fonds mondial pour la nature (WWF) comme faisant partie de la liste « Global 200 », c'est-à-dire considérée comme exceptionnelle au niveau biologique et prioritaire en matière de conservation. Elle regroupe trois écorégions terrestres de Chine méridionale :
- les forêts sempervirentes subtropicales du Jiangnan
- les forêts sempervirentes subtropicales de Chine méridionale et du Vietnam
- les forêts pluviales de mousson de l'île de Hainan